# John Gustafsson
John Gustafsson (i riksdagen kallad Gustafsson i Välsnäs), född 4 juni 1899 i Fagerhults socken, död där 19 september 1979, var en svensk lantbrukare och politiker (högerman till 1934, därefter Sveriges nationella förbund).
John Gustafsson, som kom från en bondefamilj, var lantbrukare i Välsnäs i Fagerhults landskommun, där han också hade kommunala uppdrag. Han var även ledamot i Kalmar läns södra landsting 1931-1934.
Han var riksdagsledamot i andra kammaren för Kalmar läns valkrets 1933-1936. Som kandidat för Allmänna valmansförbundet tillhörde han högerns andrakammargrupp Lantmanna- och borgarepartiet, men vid brytningen mellan högern och det allt mer pronazistiska Sveriges nationella ungdomsförbund (ombildat till Sveriges nationella förbund) valde han det senare och övergick till därmed till den så kallade Nationella gruppen 1935. Han miste sitt riksdagsmandat i andrakammarvalet 1936.